# Élections législatives kirghizes de 2021
Les élections législatives kirghizes de 2021 ont lieu de manière anticipée le 28 novembre 2021 afin de renouveler les 90 sièges du Conseil suprême du Kirghizistan.
Le scrutin fait suite aux importantes manifestations ayant mené à l'annulation des précédentes élections d'octobre 2020 et à l'arrivée au pouvoir de l'opposant Sadyr Japarov, depuis élu président en janvier 2021.
Organisées de manière anticipée, initialement pour le 20 décembre 2020 avant d'être reportées à plusieurs reprises, ces élections législatives sont les premières depuis le changement de constitution initié par Japarov et approuvé par référendum, qui voit le pays passer d'un régime parlementaire à un régime présidentiel. Auparavant entièrement pourvu au scrutin proportionnel, le Conseil suprême voit notamment son système électoral réformé sous une forme mixte à tendance majoritaire.
Le bouleversement politique des deux années précédentes amène à un très fort renouvellement des formations politiques, un seul parti sortant parvenant à conserver des sièges. Le scrutin est une large victoire pour Sadyr Japarov, les partis le soutenant ouvertement arrivant largement en tête, tandis que les élus sans étiquette représentent plus d'un tiers du nouveau conseil.

## Contexte

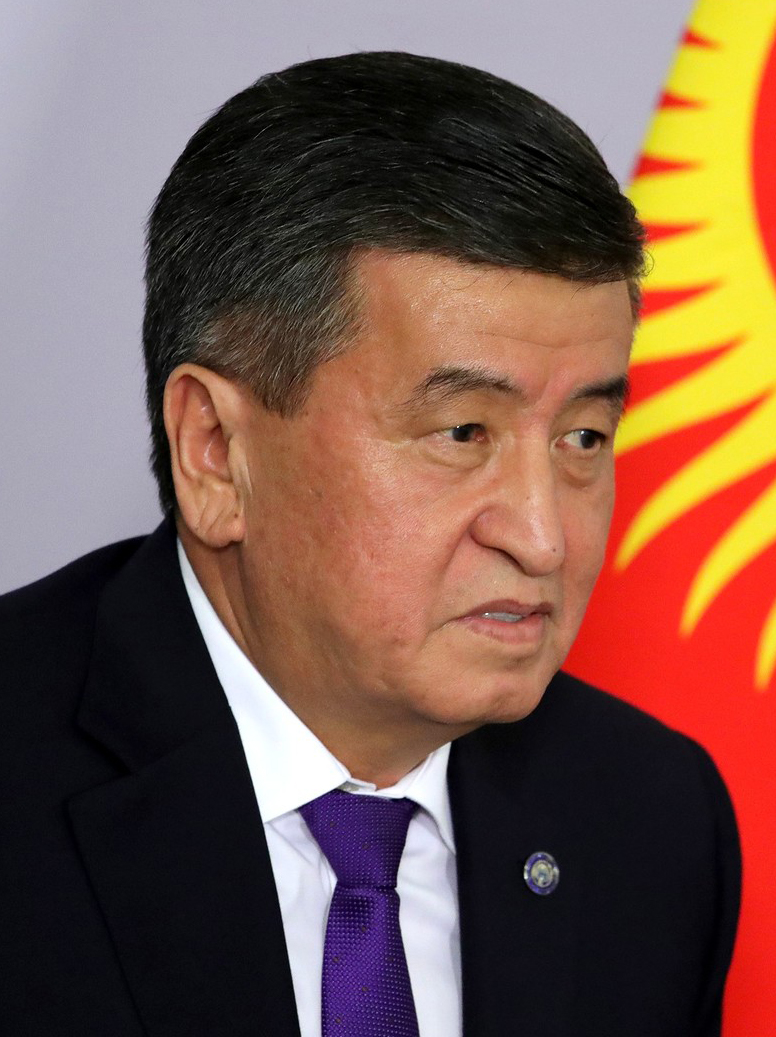
Le président Sooronbay Jeenbekov.

Les résultats du scrutin précédent, entaché d'irrégularités, voient la victoire de trois partis soutenant le président Sooronbay Jeenbekov, qui obtiennent 107 sièges sur 120, dans un contexte d'accusations de fraude électorale et d'achat massif de voix.
Ces résultats débouchent sur des manifestations dans les principales villes du pays au cours desquelles les manifestants prennent le Parlement, les bâtiments de l'administration présidentielle et le siège du gouvernement, puis libèrent de sa prison l'ancien président Almazbek Atambaev, accusé de corruption selon des motifs jugés motivés politiquement par ses partisans et lui-même. L'ancien Premier ministre Sapar Isakov et l'ancien chef d'état-major Farid Niyazov sont également libérés dans la foulée.
Les manifestants réclament la démission du chef de l'État et la tenue de nouvelles élections. Le 6 octobre, affirmant que la situation est « sous contrôle », ce dernier annonce avoir demandé à la commission électorale d'examiner les plaintes pour irrégularités, voire d'annuler le scrutin, ce qu'elle fait le jour même.

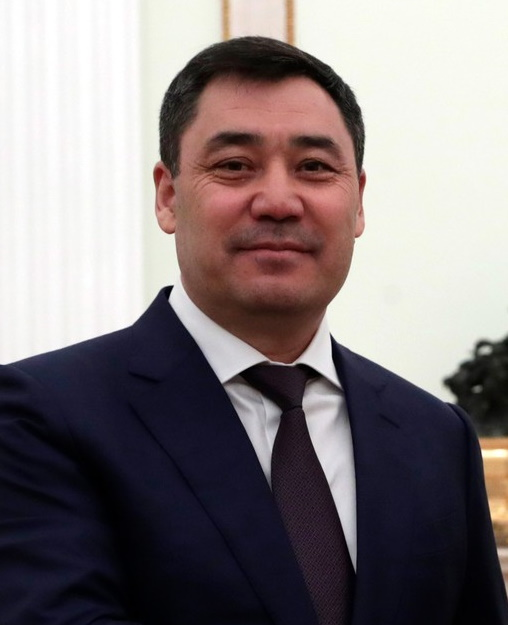
Sadyr Japarov

L'opposition revendique quant à elle la prise du pouvoir et nomme Sadyr Japarov, lui aussi libéré de prison, au poste de Premier ministre, ainsi que Kursan Asanov à celui de ministre de l'Intérieur,. L'opposition affirme également avoir pris le contrôle des forces de sécurité et du parquet. Plus tard dans la journée, un Conseil de coordination est mis en place par sept partis d'opposition : Ata-Meken, Respoublika, Kirghizistan uni, le SDPK, Zamandash et Bir Bol. Dans la soirée, le Premier ministre sortant Koubatbek Boronov démissionne, et Myktybek Abdyldayev est élu président du Conseil suprême. Sadyr Japarov est ensuite élu formellement Premier ministre par intérim par le Parlement. Sa nomination est cependant contestée par le Conseil de coordination. Il annonce des législatives dans les deux à trois mois.
Le 8 octobre, alors que le président demeure introuvable, une partie des députés lancent une procédure de destitution. Après avoir exclu de démissionner, il en accepte le principe à condition qu'un nouveau gouvernement soit approuvé.
Le 9 octobre, les partis Respoublika, Ata-Meken, Bir Bol et Réforme désignent Ömürbek Babanov, arrivé second durant la dernière présidentielle, comme candidat au poste de Premier ministre et Toktogaziev comme premier vice-Premier ministre. Cet accord reçoit également le soutien de l'ancien président Atambaev. Peu après, Toktogaziev est blessé lors de heurts entre ses partisans et ceux de Japarov et transporté inconscient à l'hôpital. L'état d'urgence est décrété dans la foulée.
Le 10 octobre, Sadyr Japarov est confirmé au poste de Premier ministre par un vote du Conseil suprême. L'élection de Japarov est cependant contestée par une partie des députés. Almazbek Baatyrbekov a été nommé Premier ministre par intérim par le président Jeenbekov. Le décret de nomination de Japarov est envoyé le 13 octobre au président pour signature. Celui-ci le retourne au Parlement.
Sa désignation est de nouveau approuvée par le Parlement le 14 octobre et le président signe son décret de nomination dans la foulée. Alors que Japarov réclame sa démission immédiate, le président Jeenbekov annonce démissionner une fois les nouvelles législatives tenues,. Il démissionne finalement le lendemain. Dans la soirée du 15 octobre, arguant que le président du Parlement a décliné le poste, Japarov annonce assurer l'intérim à la tête de l'État.
Le scrutin doit être convoqué d'ici le 6 novembre 2020, et pourrait se tenir le 20 décembre 2020 selon la commission électorale. Cette dernière confirme cette date le 21 octobre. Le 22 octobre, le Parlement reporte le scrutin et prolonge son mandat jusqu'à juin 2021. Le scrutin doit se tenir après une réforme constitutionnelle,. Le 23 octobre, le président Japarov annonce la tenue des scrutins législatif et présidentiel avant mars 2021, après la réforme constitutionnelle. Malgré le report du scrutin, la commission électorale poursuit les préparatifs du scrutin. Le 24 octobre, la Cour suprême suspend la décision de la commission électorale de tenir le scrutin le 20 décembre.
En janvier 2021, le président de la commission de rédaction de la nouvelle constitution annonce la tenue des législatives après le référendum constitutionnel. Une tenue en mai est évoquée le président Japarov annonçant la tenue du scrutin à l'automne 2021. Les dates du 31 octobre ou du 7 novembre sont évoquées.
La nouvelle constitution approuvée par référendum en avril conduit à un passage à un régime présidentiel avec notamment la suppression du poste de Premier ministre. Un nouveau système électoral mêlant scrutin majoritaire et proportionnelle est adopté le 27 août suivant, rendant effective la réduction de 120 à 90 du nombre de parlementaires approuvée par référendum. Japarov signe deux jours plus tard le décret de convocation des élections pour le 28 novembre.

## Système électoral

La Maison-Blanche, siège du parlement à Bichkek.

Le Conseil suprême (Zhogorku Kengesh) est un parlement unicaméral composé de 90 sièges pourvus pour cinq ans selon un mode de scrutin parallèle. Sur ce total, 36 sièges sont ainsi pourvus au scrutin uninominal majoritaire à un tour dans autant de circonscriptions. Les électeurs votent pour un candidat dans leur circonscription, et le candidat arrivé en tête est déclaré élu.
Les 54 sièges restants sont pourvus au scrutin proportionnel plurinominal avec listes ouvertes et seuil électoral de 5 % dans une unique circonscription nationale, auquel s'ajoute un seuil de 0,5 % dans chacune des sept provinces du pays ainsi que dans les deux villes à statut spécial du pays, Bichkek et Och. Les électeurs ont la possibilité d'effectuer un vote préférentiel pour un candidat de leur choix dans leur liste afin de faire monter sa place dans celle-ci. Après décomptes des voix, les sièges sont répartis entre tous les partis ayant franchi le seuil électoral, mais avec une limite maximum par parti fixée à la moitié des sièges à pourvoir à la proportionnelle, soit 27 sièges. Un quota de 30 % des sièges est en premier lieu attribué aux femmes, puis les 70 % restants aux hommes. Dans les deux cas, les sièges sont attribués par ordre décroissant des votes préférentiels obtenus par les candidats en leurs noms. La répartition des sièges à la proportionnelle n'est pas faite de manière à compenser le décalage entre les parts des voix des électeurs et celles des sièges obtenus par l'autre moitié, mais s'additionne simplement à celle-ci, donnant au scrutin une forte tendance majoritaire.
Les listes électorales pour le vote à la proportionnelle comportent davantage d'inscrits que celles au scrutin majoritaire en raison de l'inclusion des électeurs de la diaspora.

### Changements récents
Il s'agit d'un nouveau système électoral utilisé pour la première fois lors de ces élections, le Conseil suprême étant auparavant composé de 120 sièges intégralement pourvus au scrutin proportionnel plurinominal dans une unique circonscription nationale. Le vote avait lieu via des listes fermées, avec un seuil électoral de 7 % des suffrages exprimés au niveau national,. Le système électoral possédait déjà la particularité de plafonner à 65 sièges le total que peut obtenir un parti, quels que soient ses résultats en part des voix. Chaque liste devait présenter au moins 30 % de candidats de chacun des deux sexes, 15 % de moins de 35 ans, 15 % de candidats issus des minorités ethniques et au moins deux personnes handicapées.
Un amendement de la loi électorale fin 2020, consécutif au référendum constitutionnel d'avril, aboutit à une réduction de 120 à 90 députés, et à l'adoption du système électoral mixte en vigueur en 2021, avec un seuil électoral national à 3 % et un seuil par province à 0,7 %. Le 26 août 2021 cependant, la loi électorale est de nouveau modifiée pour aboutir aux seuils finalement utilisés, avec une rehausse du seuil national à 5 % et une réduction du seuil par province à 0,5 %.

## Campagne
Un total de 25 partis notifient à la commission électorale leur volonté de participer au scrutin, dont seulement 21 présentent finalement des listes. Cependant, seulement neuf des 385 candidats dans les circonscriptions sont officiellement affiliés avec un parti, le reste étant sans étiquette.
La campagne voit s'opposer deux camps axés sur le soutien ou le rejet du président Sadyr Japarov. Les premiers bénéficient cependant d'un financement plus important, quatre des partis ayant le plus dépensé au cours de la campagne — Ishenim, Yntymak, Ata-jourt Kyrgyzstan et El Umutu — étant des proches du président.
L'opposition est, quant à elle, menée par les Sociaux-démocrates de Kadyrbek Atambaev, fils de l'ancien président Almazbek Atambaev, et Ata-Meken d'Ömürbek Tekebaev, auquel s'est allié le parti Réforme de Klara Sooronkulova. Bir Bol, un autre parti représenté au parlement au moment de sa dissolution, s'allie quant à lui au parti social-libéral et à Spravedlivy Kyrgyzstan pour former Alliance. Cette formation est dirigée à la fois par Mirlan Jeenchoroyev, ancien président de Respoublika, et Janar Akaïev, journaliste de Radio Free Europe/Radio Liberty et ancien député, mais c'est Jeenchoroyev qui est en tête de liste pour le parti lors des élections. La parti se pose en opposition au gouvernement sortant dont il accuse de manipuler les élections. L'opposition compte aussi dans ses rangs le parti Azattyk dirigé par l'ancien ministre de la Défense Ismail Isakov et comptant dans ses rangs d'anciens alliés de Japarov tels Jyldyzkan Joldoshova et des candidats présidentiels contre Japarov tels Myktybek Arstanbek et Baktybek Kalmamatov. La liste du parti inclut également plusieurs anciens présidents du Conseil suprême tels Medetkan Sherimkulov, Ichenbaï Kadyrbekov et Akhmatbek Keldibekov. Le parti est considéré comme particulièrement proche de Raïymbek Matraimov. Cependant, selon Bruce Pannier de Radio Free Europe/Radio Liberty, les deux seuls partis qui sont en complète opposition avec les autorités et qui n'ont aucun lien avec Japarov sont Ata-Meken et Kirghizistan uni.
La plupart des principaux partis kirghizes lors des élections précédentes perdent fortement en importance, voire ne présentent pas de listes nationales ou ne participent pas du tout au scrutin, tels Birimdik, Mekenim Kyrgyzstan ou Kirghizistan. Leurs candidats rejoignent pour la plupart un nouveau parti ou se présentent comme indépendant, pratique courante au Kirghizistan ou les partis sont le plus souvent liés à l'ambition politique d'un groupe d'individus formant une coalition et rarement sur une idéologie.

## Forces en présence
| Partis | Partis                            | Alignement  | Chef de file          |
| ------ | --------------------------------- | ----------- | --------------------- |
|        | Kirghizistan uni                  | Opposition  | Adakhan Madumarov     |
|        | Ata-Meken                         | Opposition  | Ömürbek Tekebaev      |
|        | Ishenim                           | Pro-Japarov | Azamat Doroïev        |
|        | Yntymak                           | Pro-Japarov | Chingiz Makeshov      |
|        | Uluttar Birimdigi                 |             | Melisbek Myrzakmatov  |
|        | Ata-jourt Kyrgyzstan              | Pro-Japarov | Aïbek Matkerimov      |
|        | Yyman Nuru                        | Pro-Japarov | Nourzhigit Kadyrbekov |
|        | Alliance                          | Opposition  | Mirlan Jeenchoroyev   |
|        | El Umutu                          | Pro-Japarov | Bolot Ibragimov       |
|        | Azattyk                           | Opposition  | Ismail Isakov         |
|        | Uluu-jourt                        |             | Mirlan Orozbayev      |
|        | Mekenchil El                      |             | Bakyt Ibrayev         |
|        | Union patriotique du Kirghizistan |             | Bakyr Osmankulov      |
|        | Sociaux-démocrates                | Opposition  | Kadyrbek Atambaev     |
|        | Aruuzat-El Kutu                   |             | Almakan Bakova        |
|        | ORDO                              |             | Mirbek Miyarov        |
|        | Bagyt                             |             | Belek Esenaliev       |
|        | Parti vert                        |             | Emil Yusuvaliev       |
|        | Légaliser                         |             | Eldar Madylbekov      |
|        | Kuchtuu region                    |             | Aleksandr Savitski    |
|        | Jashasyn Kyrgyzstan               |             | Toktaïym Umetalieva   |
|        | Kirghizistan                      |             | Aucun                 |
|        | Ulutman                           |             | Aucun                 |

## Résultats

### Nationaux
|                           |                                   |                 |                 |                 |                 |                  |                  |                  |       |               |  |  |  |  |
| Partis                    | Partis                            | Proportionnelle | Proportionnelle | Proportionnelle | Proportionnelle | Circonscriptions | Circonscriptions | Circonscriptions | Total | +/-           |  |  |  |  |
| Partis                    | Partis                            | Voix            | %               | +/-             | Sièges          | Voix             | %                | Sièges           | Total | +/-           |  |  |  |  |
|                           | Ata-jourt Kyrgyzstan              | 223 892         | 19,08           | 12,12           | 15              |                  |                  |                  | 15    | 15            |  |  |  |  |
|                           | Ishenim                           | 176 382         | 15,03           | Nv              | 12              |                  |                  |                  | 12    | 12            |  |  |  |  |
|                           | Yntymak                           | 142 267         | 12,12           | Nv              | 9               | 6 313            | 0,50             | 0                | 9     | 9             |  |  |  |  |
|                           | Alliance                          | 107 859         | 9,19            | Nv              | 7               |                  |                  |                  | 7     | 7             |  |  |  |  |
|                           | Kirghizistan uni                  | 91 111          | 7,76            | 0,51            | 6               | 5 099            | 0,41             | 0                | 6     | 7             |  |  |  |  |
|                           | Yyman Nuru                        | 79 557          | 6,78            | 3,37            | 5               | 1 454            | 0,11             | 0                | 5     | 5             |  |  |  |  |
|                           | El Umutu                          | 58 215          | 4,96            | Nv              | 0               |                  |                  |                  | 0     | en stagnation |  |  |  |  |
|                           | Azattyk                           | 52 666          | 4,49            | Nv              | 0               |                  |                  |                  | 0     | en stagnation |  |  |  |  |
|                           | Ata-Meken                         | 46 209          | 3,94            | 1,83            | 0               |                  |                  |                  | 0     | en stagnation |  |  |  |  |
|                           | Sociaux-démocrates                | 41 205          | 3,51            | 1,34            | 0               | 7 976            | 0,63             | 1                | 1     | 1             |  |  |  |  |
|                           | Uluttar Birimdigi                 | 31 692          | 2,70            | Nv              | 0               |                  |                  |                  | 0     | en stagnation |  |  |  |  |
|                           | Mekenchil El                      | 20 631          | 1,76            | Nv              | 0               |                  |                  |                  | 0     | en stagnation |  |  |  |  |
|                           | Bagyt                             | 12 708          | 1,08            | Nv              | 0               |                  |                  |                  | 0     | en stagnation |  |  |  |  |
|                           | Union patriotique du Kirghizistan | 12 473          | 1,06            | Nv              | 0               |                  |                  |                  | 0     | en stagnation |  |  |  |  |
|                           | Uluu-jourt                        | 9 452           | 0,81            | Nv              | 0               |                  |                  |                  | 0     | en stagnation |  |  |  |  |
|                           | Kutchuu region                    | 8 239           | 0,70            | Nv              | 0               |                  |                  |                  | 0     | en stagnation |  |  |  |  |
|                           | Légaliser                         | 8 072           | 0,69            | Nv              | 0               |                  |                  |                  | 0     | en stagnation |  |  |  |  |
|                           | ORDO                              | 5 980           | 0,51            | Nv              | 0               |                  |                  |                  | 0     | en stagnation |  |  |  |  |
|                           | Aruuzat-El Kutu                   | 5 931           | 0,51            | Nv              | 0               |                  |                  |                  | 0     | en stagnation |  |  |  |  |
|                           | Jashasyn Kyrgyzstan               | 5 660           | 0,48            | Nv              | 0               |                  |                  |                  | 0     | en stagnation |  |  |  |  |
|                           | Parti vert                        | 5 302           | 0,45            | Nv              | 0               |                  |                  |                  | 0     | en stagnation |  |  |  |  |
|                           | Indépendants                      |                 |                 |                 |                 | 1 133 660        | 89,25            | 33               | 33    | 33            |  |  |  |  |
|                           | Aucun d'entre eux                 | 28 207          | 2,40            | -               | 0               | 115 666          | 9,11             | 2                | 2     | 2             |  |  |  |  |
|                           |                                   |                 |                 |                 |                 |                  |                  |                  |       |               |  |  |  |  |
| Suffrages exprimés        | Suffrages exprimés                | 1 173 710       | 90,71           |                 |                 |                  |                  |                  |       |               |  |  |  |  |
| Votes blancs et invalides | Votes blancs et invalides         | 120 236         | 9,29            |                 |                 |                  |                  |                  |       |               |  |  |  |  |
| Total                     | Total                             | 1 293 946       | 100             | -               | 54              | 1 270 168        | 100              | 36               | 90    | 30            |  |  |  |  |
| Abstentions               | Abstentions                       | 2 409 474       | 65,06           |                 |                 |                  |                  |                  |       |               |  |  |  |  |
| Inscrits / participation  | Inscrits / participation          | 3 703 420       | 34,94           |                 |                 |                  |                  |                  |       |               |  |  |  |  |

### Par circonscription
| Circonscription | Représentant élu        | Parti | Parti              |
| --------------- | ----------------------- | ----- | ------------------ |
| Leylek          | Chyngyz Ajibayev        |       | Indépendant        |
| Batken          | Nurlan Rajabaliev       |       | Indépendant        |
| Kadamjay        | Yrysbek Atajanov        |       | Indépendant        |
| Kök-Jar         | Ömurbek Bakirov         |       | Indépendant        |
| Nookat          | Jusupbek Korgonbay uulu |       | Indépendant        |
| Araban          | Jalolidin Nurbayev      |       | Indépendant        |
| Och             | Aybek Osmonov           |       | Indépendant        |
| Tölöykon        | Nurbek Alimbekov        |       | Indépendant        |
| Kara-Suu        | Iskender Matraimov      |       | Indépendant        |
| Kurshab         | Daniyar Tolonov         |       | Indépendant        |
| Alay            | Ulan Primov             |       | Indépendant        |
| Uzgen           | Elmurza Satybaldiev     |       | Indépendant        |
| Suzak           | Tazabek Ikramov         |       | Indépendant        |
| Djalalabad      | Shairbek Tashiev        |       | Indépendant        |
| Bazar-Korgon    | Aybek Altynbekov        |       | Indépendant        |
| Nooken          | Baktybek Sydykov        |       | Indépendant        |
| Aksyy           | Nurlanbek Shakiyev      |       | Indépendant        |
| Ala-Buka        | Azizbek Tursunbayev     |       | Indépendant        |
| Toktogul        | Kunduzbek Sulaymanov    |       | Indépendant        |
| Manas           | Dastanbek Jumabekov     |       | Indépendant        |
| Talas           | Baktybek Choybekov      |       | Indépendant        |
| Jayyl           | Nurlanbek Azygaliyev    |       | Indépendant        |
| Moskov          | Karim Khandjeza         |       | Indépendant        |
| Sokuluk         | Amankan Kenjebayev      |       | Indépendant        |
| Alamüdun        | Seidbek Atambayev       |       | Sociaux-démocrates |
| Yssyk-Ata       | Akbokon Tashtanbekov    |       | Indépendant        |
| Chuy-Kemin      | Mederbek Sakkarayev     |       | Indépendant        |
| Lenin           | Janybek Abirov          |       | Indépendant        |
| Pervomayskiy    | Aucun d'entre eux       |       |                    |
| Oktyabr         | Dastan Bekeshev         |       | Indépendant        |
| Sverdlov        | Aucun d'entre eux       |       |                    |
| Kochkor         | Mirlan Samyykojo        |       | Indépendant        |
| Naryn           | Ulan Bakasov            |       | Indépendant        |
| Jeti-Ögüz       | Arslanbek Maliyev       |       | Indépendant        |
| Ak-Suu          | Akylbek Tümonbayev      |       | Indépendant        |
| Ysyk-Kul        | Maksatbek Sarbagyshev   |       | Indépendant        |

## Analyse
Les élections sont marquées par une participation particulièrement basse, seuls un peu plus de 34 % des électeurs s'étant rendus aux urnes contre en début d'année pour la présidentielle, et 56 % aux législatives de l'année précédente. Dans les districts de Pervomaisky et Sverdlovsk de la capitale Bichkek, le vote Aucun d'entre eux arrive en tête, plus de 30 % des électeurs ayant choisi cette option. Un nouveau scrutin devrait par conséquent être organisé dans ces deux circonscriptions majoritaires.
Si la quasi-totalité des vainqueurs dans les circonscriptions uninominales sont sans étiquette, la plupart d'entre eux possèdent des liens avec l'élite politique du pays. Le frère du président du comité pour la Sécurité nationale Kamtchybek Tachiev, Sharibek, est ainsi élu dans la circonscription de Djalalabad, tandis que le frère de l'ancien premier ministre Ulukbek Maripov, Bakytbek, est initialement déclaré vainqueur dans la circonscription de Nookat. Cependant, les résultats sont par la suite révisés, donnant la victoire au vice-président de la fédération nationale de boxe, Jusupbek Korgonbay uulu,. Akylbek Tümönbayev, dont le frère est marié à la sœur du président Japarov, est quant à lui élu dans celle d'Ak-Suu. Ces liens se retrouvent également chez les élus de l'opposition, avec notamment le fils de l'ancien président Almazbek Atambaev, Seidbek, qui remporte la circonscription d'Alamüdun tandis que la figure de proue de l'opposition au parlement, Dastan Bekeshev, remporte celle d'Oktyabr. Parmi les élus se trouvent également plusieurs associés de Raïymbek Matraimov dont son frère Iskender et son successeur à la direction des douanes et coaccusé dans un scandale de corruption, Nurlan Rajabaliev.
Le dépouillement est surtout l'objet d'une vive polémique, les résultats initiaux étant annoncés comme erronés en raison d'une malfonction des machines électorales, celles-ci donnant aux partis en lice un résultat combiné de plus de 150 % des voix. Une panne informatique rend ensuite temporairement inaccessible le site de la commission électorale. Les nouveaux résultats rendus publics voient alors quatre partis auparavant annoncés comme ayant franchi le seuil de 5 % — Azzatyk, El Umutu, Sociaux-démocrates et Ata-Meken — passer finalement en dessous et perdre par conséquent l'intégralité de leurs sièges au scrutin proportionnel.
Malgré la présence du parti pro-gouvernemental El Umutu parmi ces derniers, le correctif affecte particulièrement les partis d'opposition, entrainant une remise en cause de l'intégrité du scrutin. Dans la nuit du 28 novembre, cinq partis de l'opposition — Ata-Meken, Réforme, Sociaux-démocrates, Azattyk et Uluttar Birimdigi — font une déclaration commune dénonçant le scrutin comme manipulé par le pouvoir en place et appelant à la tenue de nouvelles élections. Les cinq partis demandent également le départ des dirigeants de la CEC ainsi que du cabinet ministériel.
Le 19 décembre 2021, la CEC annonce la disqualification de Mederbek Sakkarayev qui avait été élu dans le district de Chuy-Kemin dû à sa double nationalité kazakh, la double nationalité étant interdite pour les parlementaires. Une contestation par Sakkarayev doit être entendue par la Cour suprême le 28 décembre 2021 en même temps qu'une contestation de Janar Akayev à l'encontre de Toktobubu Orgalcha concernant une modification en cours de campagne de la loi sur les quotas de femmes sur les listes électorales. Le 28 décembre 2021, la Cour suprême donne raison à Sakkarayev et lui permet de siéger comme député. La cour donne également faveur à Akayev, privant Orgalcha, un proche de la première dame Aigul Japarova, d'un siège,.